# Advaita

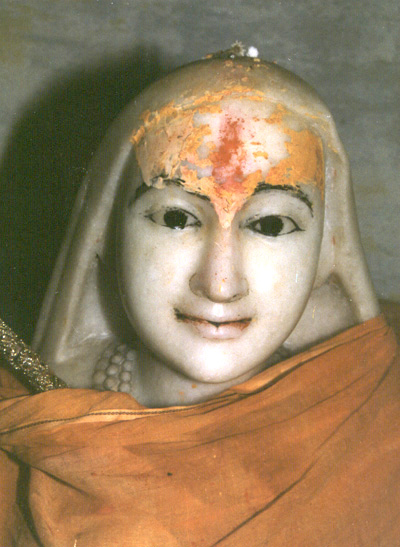
Staty föreställande Adi Shankara (cirka 780-820 e.Kr.), en betydelsefull uttolkare av Vedanta.

Advaita är ett indiskt filosofiskt-religiöst tänkesätt som har många gemensamma referenspunkter med monism (en metafysisk term som står i motsatsförhållande till dualism och pluralism). Advaita uppkom i mitten av 800-talet och förkunnar världsalltets enhet.
Enligt denna lära finns det i den andliga och den materiella världen ingenting, som är åtskilt från brahman, allt varandes urgrund; människosjälen är identisk med brahman, ej en del av honom; den empiriska världen är endast ett bländverk (maya), en på felande insikt grundad sinnesvilla: Teorin att själen är tidtals fängslad i kroppen, men återvänder genom döden till (den opersonliga) gudomen. Idén med själens existens är en förvillelse, i verkligheten existerar det inte några själar - alla former är samma närvaro (brahman). Denna lära är ett betydelsefullt uttryck för indiernas själsriktning. Dess bekännare kallas advaitavadin.